# 무씨사
무씨사(武氏祠) 혹은 무씨묘석사(武氏墓石祠)는 중국 산동성(山東省) 제녕시(濟寧市) 가상현(嘉祥縣) 지방진(紙坊鎭) 무적산(武翟山) 북쪽 산기슭에 위치해 있다. 동한(東漢) 말기 무씨(武氏) 가족묘지 3좌 지면석 구조 사당 및 쌍궐(雙闕)의 총칭이다. 내부 석각은 가상무씨묘군석각(嘉祥武氏墓群石刻)이라는 이름으로 중국 제일비전국중점문물보호단위(第一批全國重點文物保護單位)에 올랐다.

## 개요
무씨 일족은 은(殷)의 왕 무정(武丁)의 후예로 알려져 있으며, 후한 임성현(任城縣)(현재 가상현) 지방 호족으로 알려졌다. 건축 시기는 후한말 환제(桓帝) 건화(建和) 원년(147)에서 영제(靈帝) 시기 168년 경 사이로 추정된다.
무씨사 화상석에 대하여 송대 금석학자들은 이미 언급하였다. 화상석은 원래는 묘에 함께 건설된 석실의 벽화였으나 송대 이후 하천 봄람으로 석실이 매몰되었다. 이를 청대 중기 금석학자 황이(黃易)가 발굴하여 새롭게 벽돌로 쌓은 사당을 세워 보관하였다.
20세기 이후, 고고학자나 미술사학자들이 조사, 정리 및 추가발굴을 진행하였다. 1961년 제1차 전국중점문물보호단위로 등록되었다. 21세기 현재, 무씨사가 있던 장소에 무씨묘군석각박물관(武氏墓群石刻博物館)이 설립되어 있으며 건축물군이 수장되어 있다.
건축물군으로는 다음과 같다.

(1) 화상석 즉 석실의 벽
- 무량사(武梁祠) : 무량(武梁, 자는 수종綏宗)의 사당
- 무개명사(武開明祠) : 무량의 동생 무개명(武開明)의 사당
- 무반사(武斑祠) : 무개명의 아들 무반(武斑, 자는 선장宣長)의 사당
- 무영사(武榮祠) : 무반의 동생 무영(武榮)의 사당

(2) 묘지 입구 즉 궐(闕) : 무씨궐(武氏闕)

(3) 석사자(石獅子)

궐 등에는 금석문이 새겨져 있으며, 무씨의 인명이나 건조 경위가 써져 있다.

## 건물

### 무량사
무량사(武梁祠)는 산동성 가상현 무택산촌(武宅山村, Wǔzháishāncūn, 혹은 발음이 같은 '무적산촌武翟山村'으로도 표기됨)에 위치한다. 동한(東漢) 환제(桓帝) 원가(元嘉) 원년(151)에 세워졌다. 사당은
단개간(單開間) 현산정(懸山頂) 구조이며, 양면의 산장(山牆) 2면, 후장(後牆) 1면, 파정(坡頂) 2개, 총 5개 돌로 구성되어 있다. 너비 2.41m, 깊이 1.57m，높이 2.4m이다. 화상의 배치는 분층분란(分層分欄) 형식이며, 파정석 위에는 상서도(祥瑞圖)가 새겨져 있다. 동서 산장의 산첨부(山尖部)에는 '동왕공(東王公)'과 '서왕모(西王母)' 및 선정(仙庭)이 새겨져 있다. 산장 위 산첨(山尖) 이하 부분 및 후장은 4란으로 구성되어 있으며, 각각 인류의 시조, 선현, 제왕, 효자, 열녀, 자객, 의사, 배알, 푸줏간, 거마 출행, 인물, 누각 등이 새겨져 있다. 도처에 방제(榜題)가 새겨져 있다.
이러한 화상들은 감지평조(減地平雕)에 음선각(陰線刻)을 더하는 수법이다. 방제에는 "양장위개조문각화(良匠衛改雕文刻畫)"라는 글이 새겨져 있다. 화상 면 배치는 엄숙하고 조각이 세밀하며 내용은 풍부하고 풍격이 있어 한대 화상석의 집대성이라 할 수 있다.

### 좌석실(左石室)
무반사(武斑祠)

### 전석실(前石室)
무영사(武榮祠)

### 후석실(後石室)
무개명사(武開明祠)

### 무씨궐(武氏闕)
동서 양쪽으로 2개가 있다. 서쪽 석궐에는 다음과 같은 글귀가 새겨져 있다.
건화(建和) 원년(147) 정해년 3월 경술일 초1일과 초4일 계축일, 효자 무시공(武始公), 동생 무수종(武綏宗), 무경종(武景興), 무개명(武開明)은 석공(石工) 맹부(孟孚)와 이제묘(李弟卯)에게 이 궐을 짓게 하였다. 가격은 전 15만이 들었다. 손종(孫宗)이 사자(師子, 즉 獅子)를 만들었다. 가격은 4만이다. 무개명의 아들 무선장(武宣張)은 제음(濟陰)에 벼슬을 하다 25세에 조부군(曹府君)이 살펴보고 효렴(孝廉)으로 천거, 돈황장사(敦煌長史)에 제수되었으나 병으로 요절하여 천수를 누리지 못하였다. 오호애재라! 사람들이 모두 슬퍼하는구나!(建和元年, 大歲在丁亥, 三月庚戌朔, 四日癸丑, 孝子武始公•弟綏宗•景興•開明、使石工孟孚•李弟卯造此闕, 直錢十五萬. 孫宗作師（獅）子, 直四萬. 開明子宣張仕濟陰, 年廿五, 曹府君察擧孝廉, 除敦煌長史, 被病夭歿, 苗秀不遂. 鳴呼哀哉, 士女痛傷.)

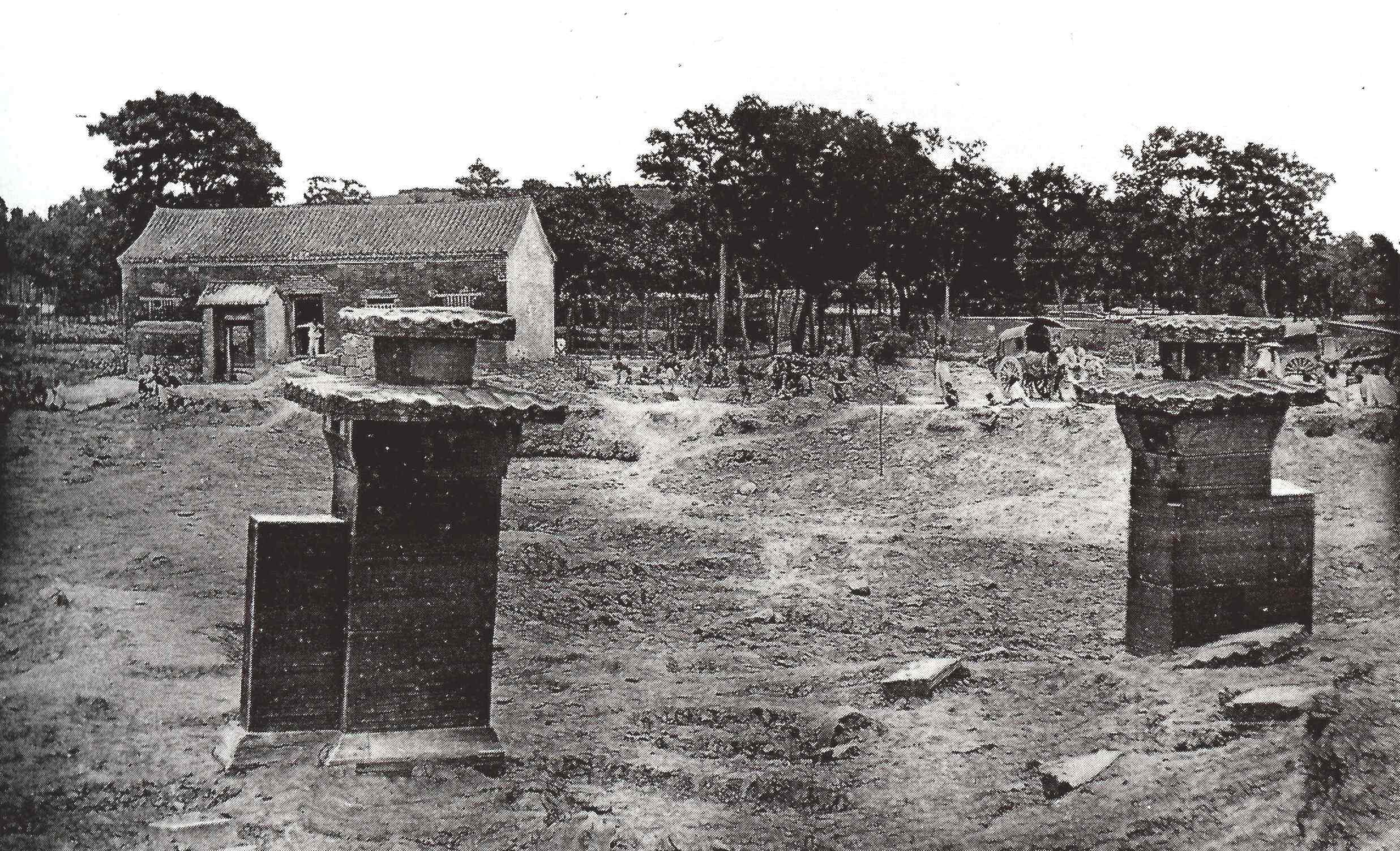
무씨궐(武氏闕)

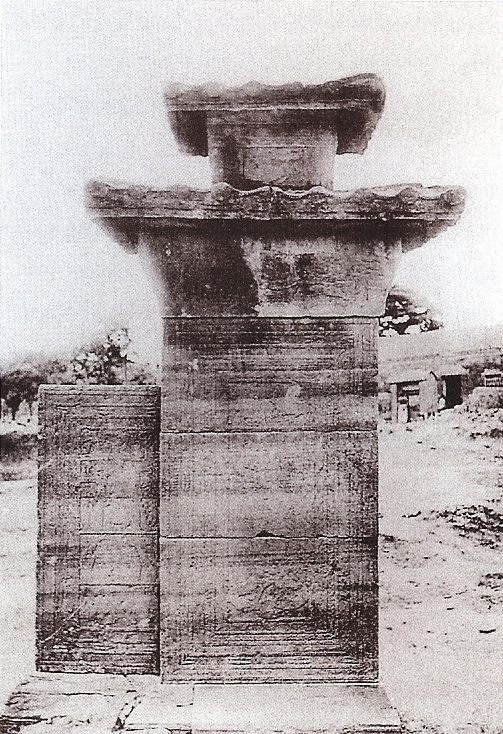
무씨궐(武氏闕)

이를 통해 무시공 4형제가 거액을 들여 막내 무개명의 아들 무선장(武宣長)을 기리기 위하여 석궐을 새웠음을 알 수 있다. 수종은 무량의 자이다. 송 홍괄(洪适)의 『예석(隸釋)』 권24 '從事武梁碑'에 의하면, "고 종사 무연(武掾)은 휘가 량(梁), 자가 수종(故從事武掾, 諱梁, 字綏宗)'이라고 기록되어 있다.